# تاي زهو
تاي زهو (بالصينية: 台州市) وهي مدينة تقع شرق جمهورية الصين الشعبية في جيجيانغ، يبلغ عدد سكانها 5,968,800 وتبلغ مساحتها 9,411 كلم مربع ومساحتها موجودة على 4 مقاطعات، لها إتصال مع بحر الصين الشرقي وتبعد 300 كلم جنوب مدينة شنغهاي و230 كلم جنوب شرق مدينة هانغتشو ولها حدود من الشمال مع مدينة نينغبو ووينزهو من الجنوب وشاوكسينج وجينهوا وليشوي من الشمال الشرقي.